# Maria Luisa von Bourbon-Parma

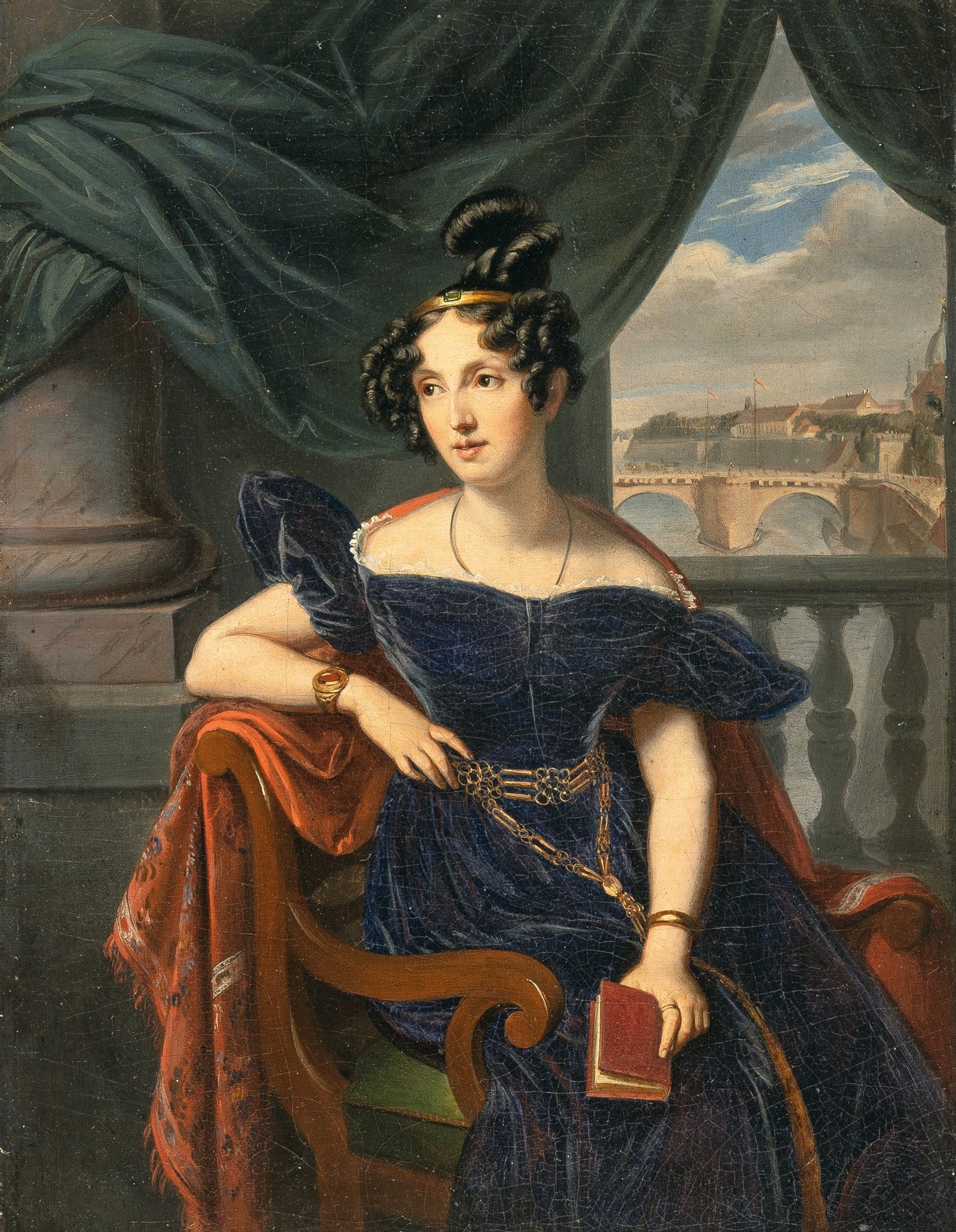
Maria Luisa Carlota nach Carl Christian Vogel von Vogelstein (1788–1868)

Maria Luisa Carlota, Prinzessin von Bourbon-Parma (* 2. Oktober 1802 in Barcelona; † 18. März 1857 in Rom) war durch Heirat Prinzessin von Sachsen.

## Leben
Maria Luisa Carlota war die einzige Tochter der Infantin Maria Luisa Josefina Antonieta Vicenta von Spanien, die von 1801 bis 1803 den Titel einer Königin von Etrurien führte, und deren Gatten Ludwig (1773–1803). Ihr Bruder war Karl II. Ludwig von Parma, der spätere Herzog von Lucca.
Sie wurde während einer Seereise von Italien nach Spanien, die ihre Eltern wegen deren Einladung zur Doppelhochzeit ihres Onkels Ferdinand mit Maria Antonia von Neapel-Sizilien und ihrer Tante Maria Isabel mit Francesco von Bourbon, Kronprinz von Neapel-Sizilien, unternommen hatten, kurz vor Erreichen der Küste bei Barcelona geboren. Die Niederkunft ihrer Mutter verlief schwierig, und die Ärzte fürchteten, dass Mutter und Tochter nicht überleben würden.
Wie ihre Mutter wurde auch Maria Luisa Carlota nach einer im Alter von nur vier Jahren verstorbenen Schwester ihrer Mutter benannt. Ihr Vater starb bereits 1803, woraufhin ihre Mutter die Regentschaft von Etrurien übernahm. Als Ende 1807 französische Truppen in Etrurien einmarschierten, wurde sie gemeinsam mit ihrem Bruder am Beginn des folgenden Jahres von ihrer Mutter nach Spanien gebracht. Im Mai 1808 rief Napoleon alle Mitglieder der spanischen Herrscherfamilie nach Frankreich und proklamierte seinen Bruder Joseph zum neuen König Spaniens. Mit ihrem Bruder und ihrer Mutter lebte Maria Luisa Carlota nun im französischen Exil, zuerst in Fontainebleau, dann in Compiègne und schließlich in Nizza. Nach einem missglückten Fluchtversuch ihrer Mutter nach England wurde sie mit dieser von August 1811 bis Januar 1814 im römischen Kloster Santi Domenico e Sisto gefangengehalten. Nach Napoleons Sturz im Jahr 1814 wurde ihrer Mutter das Herzogtum Lucca übertragen.
Als Maria Luisa Carlota 14 Jahre alt war, sollte sie auf Wunsch ihrer Großeltern mütterlicherseits, des spanischen Exkönigs Karl IV. und dessen Gattin Maria Luise von Bourbon-Parma, sowie ihres Onkels, des Königs Ferdinand VII., mit ihrem jüngsten, 22-jährigen Onkel Francisco de Paula verheiratet werden, doch widersetzte sich ihre Mutter energisch diesem Plan, der auch nicht zustande kam.
Knapp zwei Wochen nach ihrem 23. Geburtstag heiratete Maria Luisa Carlota am 15. Oktober 1825 in Lucca per procurationem und am 7. November 1825 in Dresden in persona den 66-jährigen Prinzen Maximilian von Sachsen (1759–1838) (den Witwer ihrer Tante Karoline, der Schwester ihres Vaters), der sie als zweite Frau ehelichte. Die Verbindung blieb kinderlos und Maria Luisa Carlota wurde 1838 Witwe. Sie lebte meist in Wien und galt als sehr exzentrisch. In zweiter Ehe heiratete sie am 22. Juli 1849 Graf Francesco Rossi (1796–1854). Nach dessen Tod ging sie am 19. Februar 1855 ihre dritte und letzte Ehe mit Graf Giovanni Vimercati (1788–1861) ein, mit dem sie ihren frühen Lebensabend in Rom verbrachte. Sie starb 1857 im Alter von 54 Jahren. Ihr Nachlass liegt im Sächsischen Hauptstaatsarchiv in Dresden (Archivnr. 12551).

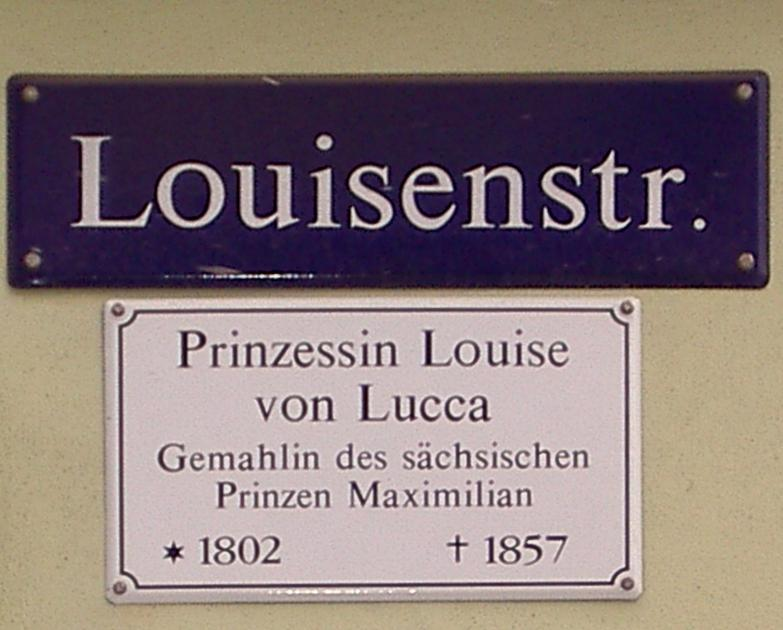
Straßenname in Dresden

## Ehrungen
Nach Maria Luisa Carlota ist die Louisenstraße in Dresden (Antonstadt/Äußere Neustadt) benannt.